# Утински, Маргарет
Маргарет Элизабет Дулин Утински (англ. Margaret Elizabeth Doolin Utinsky; 26 августа 1900 года — 30 августа 1970 года) американская медсестра, сотрудничавшая с движением сопротивления на Филиппинах. В годы Второй мировой войны она обеспечивала военнопленных сил союзников, находящихся в японских лагерях на Филиппинах, едой, лекарствами и прочим. За свой вклад была награждена президентской медалью Свободы

## Биография
Родилась в Сен-Луисе (штат Миссури), выросла на ферме по выращиванию пшеницы в Канаде. В 1919 году она вышла замуж за Джона Роули. На следующий год супруг скончался, оставив её одну с сыном Чарльзом.
Проживая временно на Филиппинах Маргарет завязала роман с отставным армейским капитаном Джоном «Джеком» Утински, работавшим гражданским инженером на службе у правительства США. Они поженились в 1934 году и поселились в Маниле.
В связи с угрозой нападения японцев на Дальний Восток военные власти США отдали приказ всем жёнам американцев вернуться в США. Маргарет не хотела разлучаться с мужем и, отказавшись выполнить приказ, поселилась в квартире в Маниле, пока её супруг Джек работал в провинции Батаан. В декабре 1941 года началось вторжение японцев на Филиппины. 2 января 1942 года японские войска оккупировали Манилу. Маргарет скрывалась на своей квартире, чтобы не быть интернированной. Она написала в своей книге:

Пойти в лагерь для интернированных казалось разумным делом, но я не могла видеть, чем в этом случае смогу помочь себе и другим заключённым [находясь] там. С того момента как произошло это невообразимое событие и пришли японцы только одна мысль заполняла мой разум — найти Джека
Оригинальный текст (англ.)"To go into an internment camp seemed like the sensible thing to do, but for the life of me I could not see what use I would be to myself or to anyone else cooped up there.... For from the moment the inconceivable thing happened and the Japanese arrived, there was just one thought in my mind—to find Jack." 
— 
Маргарет скрывалась десять недель, избежав обнаружения. Затем она отважилась выйти из своего убежища и обратилась за помощью к монахам монастыря Малат. При помощи знакомых она получила поддельные документы о сотрудничестве с Красным Крестом и отправилась в Батаан искать мужа.
Она создала личину Розены Утински — литовской медсестры. В то время Литва была оккупирована нацистской Германией и не участвовала в войне. Путешествуя вместе с филиппинской медицинской командой Красного Креста она была шокирована ужасами Батаанского марша смерти. Она решила сделать всё, что сможет для помощи военнопленным. Начав с небольших акций она вскоре основала подпольную сеть Сопротивления, которая снабжала тысячи пленных лагеря О’Доннела и позднее лагеря близ Кабанатуана пищей, деньгами и медикаментами (в частности хинином). Узнав о смерти мужа в лагере военнопленных, она удвоила свои усилия, чтобы спасти как можно больше людей. Её кодовым именем был «Мисс У», это имя послужило названием для её книги, написанной в 1948. (Обложку можно видеть на сайте Медали Свободы).
Японцы арестовали Маргарет по подозрению в помощи военнопленным, заключили в тюрьму форта Сантьяго, где в течение 32 дней подвергали её пыткам. В качестве улики японцы предъявили список вашингтонских пассажиров,где было перечислено её имя,но она заявила что специально солгала, чтобы получить возможность работать медсестрой. Японцы ежедневно избивали узницу, подвешивали её на дыбу за руки, связанные сзади и подвергали её сексуальному насилию. В одну из ночей палачи обезглавили пятерых филиппинцев перед дверью её камеры . В другую ночь перед её камерой был забит до смерти американский солдат. Четыре дня её держали в карцере без пищи и воды. Тем не менее, Маргарет так и не созналась что проживала под фальшивой личиной. В конце концов, японцы освободили её, избитую и находящуюся в лихорадке. Она провела шесть недель в манильском госпитале, выздоравливая от ранений. Врачи предложили ампутировать её ногу, поражённую гангреной, но она отказалась. Больница кишела японскими агентами и Маргарет опасалась что выдаст секретные сведения находясь под наркозом. Она потребовала от хирургов удалить плоть поражённую гангреной без анестезии. Вскоре после выздоровления она бежала в Батаан, и служила медсестрой при войсках суверенного государства Филиппин и признанных властями партизанских соединений, передвигаясь от лагеря к лагерю в горах до освобождения Филиппин в феврале 1945 года.
Когда американские и филиппинские войска начали освобождение Филиппин Маргарет при помощи местных жителей перешла линию фронта. Она потеряла 45 фунтов веса (35% от всего веса тела), её рост уменьшился на дюйм, волосы из золотисто-каштановых стали совершенно белыми. Она написала 30-страничный доклад, перечислив имена солдат, которые по её сведениям были подвергнуты мучениям и имена коллаборационистов и японских агентов. Маргарет была приписана к корпусу армейской контрразведки армии. Позднее она встретилась с 511 выжившими военнопленными (изначально из было 9 тыс. чел.), спасёнными из лагеря военнопленных в Кабанатуане.

## После войны
В 1946 году Маргарет Утински за свои действия в годы войны была награждена Президентской медалью свободы.
Актриса Кони Нильсен воплотила идеализированный образ Маргарет Утински в фильме «Великий рейд» 2005 года, сюжет которого был основан на освобождении военнопленных из лагеря в Кабанатуане.